# Marianne Witte
Marianne Witte (Texel, 1951) is een Nederlandse jeugdboekenschrijfster.

## Biografie
Marianne Witte werd in 1951 geboren op Texel. Zij werkte in een boekwinkel, op een kinderdagverblijf, in een bibliobus en in een bibliotheek.
Sinds 1996 schrijft zij voor kinderen en publiceerde korte verhalen in o.a. Bobo, Okki en Taptoe. Verder verschenen bijdragen van haar hand in acht verhalenbundels van Uitgeverij Holland. Sinds 2008 schrijft ze voor Uitgeverij Kluitman boeken voor beginnende lezers.
Sinds 2016 schrijft ze prentenboeken en leesboeken voor 8+ voor uitgeverij De Vier Windstreken.
Haar boekdebuut maakte ze in 1998 met het prentenboek Dag Kinderdagverblijf, geïllustreerd door Jolet Leenhouts.
Voor volwassenen schrijft ze columns en korte verhalen.